# Кирилюк Олександр Ілліч
Олекса́ндр Іллі́ч Кирилю́к (нар. 28 вересня 1964, Луцьк) — радянський та український футболіст, захисник, нині український футбольний тренер.

## Життєпис

### Кар'єра гравця
Олександр Кирилюк є вихованцем луцького футболу. Першим тренером у місцевій ДЮСШ був Альберт Маміконович Мікоян.
Після закінчення спортшколи виступав за аматорську команду «Прилад», яку очолював тоді ще молодий тренер Віталій Кварцяний. Згодом перспективного футболіста примітив головний тренер луцької команди майстрів «Торпедо» В'ячеслав Першин і запросив юнака до своєї команди. Проте закріпитись в основному складі молодому гравцю було досить складно й невдовзі Олександр повернувся до «Прилада», з яким став переможцем першості та Суперкубку товариства «Авангард». Успішна гра захисника знову привернула увагу тренерів головної команди міста й невдовзі Кирилюку було запропоновано ще раз спробувати свої сили в луцькому «Торпедо», яке вже очолював Мирон Маркевич. Проте заграти не судилося й цього разу, юнака призвали до лав Радянської армії. Повернувшись після служби в Збройних силах, Кирилюк деякий час грав за любительську команду «Підшипник» і невдовзі дістав запрошення до черкаського «Дніпра», який на той час очолював В'ячеслав Першин.
Переїхавши до Черкас, захисник досить швидко закріпився у складі команди, яка на той час утратила статус команди майстрів, допомігши своєю грою повернутися «Дніпру» до Другої ліги. Загалом Олександр провів за черкащан дев'ять сезонів, був одним із лідерів захисту команди, відзначався надійністю та працездатністю, постійними фланговими проходами в атакувальних діях.
У 1995 році гравець перейшов до клубу «Нафтовик» з Охтирки, за який відіграв повністю перше коло чемпіонату. Та вже наступного року залишив команду, перейшовши до ужгородської «Верховини», у складі якої відіграв осінню частину сезону 1996/97, після чого повернувся до Черкас. У 1997 році, узявши участь у трьох поєдинках першості, ветеран команди вирішив закінчити ігрову кар'єру.

### Кар'єра тренера
Повісивши бутси на цвях, Олександр Ілліч перейшов на тренерську роботу, ставши одним із помічників головного тренера клубу Семена Осіновського, а згодом — Володимира Мунтяна. Після того як останній залишив свою посаду наприкінці 1999 року, головним тренером ФК «Черкаси» було призначено Олександра Кирилюка. Офіційний дебют нового наставника відбувся 11 березня 2000 року в матчі на Кубок України «Черкаси» — «Карпати» (Львів) 1:2. Загалом друге коло чемпіонату черкащани провели досить успішно, у підсумку посівши в турнірі Першої ліги 3 місце.
У першому колі сезону 2002/03[коли?] Кирилюк тренував команду Другої[якої?] ліги «Система-Борекс», після чого знову очолював черкаський клуб. У 2003 році, разом із В'ячеславом Першиним, як помічник тренував російський клуб «Волга» (Твер). Потім, повернувшись до Черкас, очолював аматорські клуби «Златокрай» та «Ходак».
Із 2010 по 2012 рік був головним тренером новоствореного на базі черкаського «Дніпра» футбольного клубу «Славутич». Наприкінці вересня 2016 року знову очолив черкаський клуб, але вже 10 листопада того ж року офіційно був відсторонений від виконання обов'язків головного тренера команди.

## Досягнення

### Гравця
- Переможець турніру 2 ліги України: 1992/93
- Чемпіон УРСР серед аматорів: 1987
- Переможець першості ДСТ «Авангард»: 1984
- Володар Суперкубку ДСТ «Авангард»: 1984

### Тренера
- Бронзовий призер 1 ліги України: 1999/00